# Stefan Ehrenpreis
Stefan Ehrenpreis (* 23. Februar 1961 in Köln) ist ein deutscher Historiker.

## Leben
Er studierte Geschichte, Sozialwissenschaften und Pädagogik an den Universitäten Bochum und Wien. Von 1995 bis 1998 war er wissenschaftlicher Mitarbeiter an der LMU München und von 1998 bis 2005 wissenschaftlicher Assistent am Lehrstuhl Geschichte der Frühen Neuzeit der Humboldt-Universität zu Berlin. 2007 hatte er eine Lehrstuhlvertretung für Geschichte der Frühen Neuzeit an der Universität Bielefeld, von 2008 bis 2011 eine Lehrstuhlvertretung für Geschichte der Frühen Neuzeit an der LMU München. 2012 war er Lehrbeauftragter an der Universität Passau. Seit 2014 ist er §99-Professor an der Leopold-Franzens-Universität Innsbruck.
Seine Forschungsschwerpunkte sind europäische Religionsgeschichte der Neuzeit, Geschichte des Heiligen Römischen Reiches Deutscher Nation, Geschichte von Erziehung und Bildung, niederländische Geschichte und jüdische Geschichte.

## Schriften (Auswahl)
- „Wir sind mit blutigen Köpfen davongelaufen...“ Lokale Konfessionskonflikte im Herzogtum Berg 1550–1700. Bochum 1993, ISBN 3-924517-39-8.
- Kaiserliche Gerichtsbarkeit und Konfessionskonflikt. Der Reichshofrat unter Rudolf II. 1576–1612. Göttingen 2006, ISBN 3-525-36065-7.
- mit Ute Lotz-Heumann: Reformation und konfessionelles Zeitalter. Prof. Dr. Heinz Schilling zum 60. Geburtstag. Darmstadt 2008, ISBN 978-3-534-21932-2.
- mit Matthias Pohlig, Ute Lotz-Heumann, Heike Bock, Vera Isaiasz und Ruth Schilling: Säkularisierungen im frühneuzeitlichen Europa. Methodische Probleme und empirische Fallstudien. Berlin 2008.
- mit Heinz Schilling: Die Stadt in der Frühen Neuzeit. Berlin 2015, ISBN 978-3-11-039963-9.